# Brama myersi
 Brama myersi és una espècie de peix de la família dels bràmids i de l'ordre dels perciformes.

## Distribució geogràfica
Es troba a les Illes Hawaii.